# Taiwanische Badmintonmeisterschaft 1971
Die Taiwanische Badmintonmeisterschaft der Saison 1970/1971 fand mit internationaler Beteiligung vom 12. bis zum 15. November 1970 statt. Es war die 16. Auflage der nationalen Titelkämpfe von Taiwan im Badminton.

## Titelträger
| Disziplin    | Sieger                        |
| ------------ | ----------------------------- |
| Herreneinzel | Masao Akiyama                 |
| Dameneinzel  | Noriko Takagi                 |
| Herrendoppel | Masao Akiyama Yasuyuki Kubota |
| Damendoppel  | Noriko Takagi Hiroe Amano     |
| Mixed        | Ho Wan-ming Li Luk Mee        |